# Todos Sus Éxitos
Todos Sus Exitos é a primeira e única coletânea em espanhol da cantora e apresentadora brasileira Xuxa, lançado no 2º semestre de 1993. Foi o primeiro disco internacional de Xuxa a não ser lançado em vinil. O álbum possui na lista de faixas, os maiores sucessos em espanhol dos álbuns Xuxa, Xuxa 2 e Xuxa 3. Como em 1993 Xuxa dedicou-se à sua carreira nos Estados Unidos e não gravou nenhum álbum, Todos Sus Exitos foi lançado como uma compilação reunindo os maiores sucessos da artista nos países de língua espanhola. 
O álbum não trouxe nenhuma canção inédita, apesar de existirem na época muitas gravações ainda não lançadas que poderiam ter sido incluídas no álbum, como: a inédita "Curar el Mundo" (regravação da música "Heal The World" de Michael Jackson), as versões em espanhol de "Sorriso no Rosto" (lançada no álbum "Xou da Xuxa Sete"), "Festa do Estica Puxa" (lançada no álbum Xegundo Xou da Xuxa), "Estrela Guia" (lançada originalmente no álbum paralelo Karaokê da Xuxa), "Espelho Meu" e "Terra e Coração" (lançadas no álbum Xuxa, que foram gravadas primeiramente em espanhol em 1992, porém somente as versões em português foram lançadas).

## Produção
O álbum foi produzido por Michael Sullivan, Paulo Massadas e Guto Graça Mello. A direção da voz em espanhol da Xuxa e das versões em espanhol das músicas, foram trabalhadas por Graciela Carballo.
A capa e a contra capa da coletânea são as mesmas do álbum Xuxa, mas com o nome do disco sobre a capa.

## Lançamento e Recepção
A coletânea foi lançada no segundo semestre de 1993, e alcançou a quarta posição no chart Latin Pop Albums da Billboard, permanecendo por 34 semanas entre os mais vendidos de acordo com a revista. Na Argentina, Todos Sus Exitos estreou em segundo lugar entre os mais vendidos de acordo com a CAPIF.
O álbum vendeu cerca de 430.000 cópias recebendo certificado de 2x platina por ultrapassar 200.000 cópias. 

## Lista de faixas
Todas as versões em espanhol compostas por Graciela Carballo, exceto "Ilarié", composta por Cristina Larraura e Peer Southern. Todas as canções produzidas por Michael Sullivan, Paulo Massadas, e Guto Graça Mello.
| Todos Sus Éxitos – Edição em LP |                           |                                         |         |  |
| N.º                             | Título                    | Compositor(es)                          | Duração |  |
| 1.                              | "El Show de Xuxa Comenzó" | Dido de Oliveira                        | 4:14    |  |
| 2.                              | "Ilarié"                  | Cid Guerreiro Dito Ceinha               | 5:28    |  |
| 3.                              | "Hoy Es Día de Alegría"   | Nando Cordel                            | 4:10    |  |
| 4.                              | "Loquita Por Tí"          | Guerreiro Dito                          | 3:23    |  |
| 5.                              | "Chindolele"              | Guerreiro Dito                          | 4:04    |  |
| 6.                              | "Que Cosa Buena"          | Lincoln Olivetti Cláudio Olivetti       | 4:14    |  |
| 7.                              | "Danza de Xuxa"           | Prêntice Ronaldo Monteiro de Souza      | 3:26    |  |
| 8.                              | "America Total"           | Claudio Rabello Marcos Valle Max Pierre | 5:54    |  |
| 9.                              | "Arco-Iris"               | Michael Sullivan Paulo Massadas         | 4:37    |  |
| 10.                             | "Crocki Crocki"           | Rubens Alexandre                        | 3:18    |  |
| 11.                             | "Nuestro Canto de Paz"    | Oliveira                                | 4:04    |  |
| 12.                             | "Xuxa Park"               | Sullivan Massadas                       | 4:40    |  |
| Duração total:                  | Duração total:            | Duração total:                          | 51:32   |  |

| Todos Sus Éxitos – Edição em K7 e CD |                           |                                        |         |  |
| N.º                                  | Título                    | Compositor(es)                         | Duração |  |
| 1.                                   | "El Show de Xuxa Comenzó" | Dido de Oliveira                       | 4:14    |  |
| 2.                                   | "Ilarié"                  | Cid Guerreiro Dito Ceinha              | 5:28    |  |
| 3.                                   | "Sensación de Vivir"      | Davis José Luiz Tierno                 | 3:48    |  |
| 4.                                   | "Hoy Es Día de Alegría"   | Nando Cordel                           | 4:10    |  |
| 5.                                   | "Loquita Por Tí"          | Guerreiro Dito                         | 3:23    |  |
| 6.                                   | "Chindolele"              | Guerreiro Dito                         | 4:04    |  |
| 7.                                   | "Que Cosa Buena"          | Lincoln Olivetti Cláudio Olivetti      | 4:14    |  |
| 8.                                   | "Dulce Miel"              | Claudio Rabello Renato Corrêa          | 3:24    |  |
| 9.                                   | "Danza de Xuxa"           | Prêntice Ronaldo Monteiro de Souza     | 3:26    |  |
| 10.                                  | "Una Equis En Tu Corazón" | Sarah P. Benchimol Fafy Siqueira       | 3:29    |  |
| 11.                                  | "Arco-Iris"               | Michael Sullivan Paulo Massadas        | 4:37    |  |
| 12.                                  | "Crocki Crocki"           | Rubens Alexandre                       | 3:18    |  |
| 13.                                  | "America Total"           | Marco Valle Claudio Rabello Max Pierre | 5:54    |  |
| 14.                                  | "I Love You Xuxu"         | Michael Sullivan Paulo Massadas        | 4:01    |  |
| 15.                                  | "Nuestro Canto de Paz"    | Oliveira                               | 4:04    |  |
| 16.                                  | "Xuxa Park"               | Sullivan Massadas                      | 4:40    |  |
| Duração total:                       | Duração total:            | Duração total:                         | 66:14   |  |

## Certificação
| País      | Certificador | Certificação | Vendas  |
| --------- | ------------ | ------------ | ------- |
| Argentina | CAPIF        | 2× Platina   | 200,000 |

## Chart
| Chart (1994)      | Melhor Posição |
| ----------------- | -------------- |
| Argentina (CAPIF) | 2              |

## Histórico de lançamentos
| País      | Data | Formato(s) | Gravadora |
| --------- | ---- | ---------- | --------- |
| Argentina | 1993 | CD K7      | BMG RCA   |
| Espanha   | 1993 | CD K7      | BMG RCA   |
| Chile     | 1993 | K7         | BMG RCA   |

## Ficha Técnica
- Produzido por: Michael Sullivan, Paulo Massadas e Guto Graça Mello
- Técnico de gravação e mixagem: Jorge "Gordo" Guimarães
- Direção de voz em espanhol da Xuxa: Graciela Carballo
- Coordenação Artística: Max Pierre e Guto Graça Mello